# Adams Township (Coshocton County, Ohio)
Adams Township ist eines von 22 Townships des Coshocton Countys im US-Bundesstaat Ohio. Nach der Volkszählung im Jahr 2020 waren hier 765 Einwohner registriert.

## Geografie
Adams Township liegt im Südosten des Coshocton Countys im mittleren Osten von Ohio und grenzt im Uhrzeigersinn an die Townships: Bucks Township im Tuscarawas County, Jefferson Township (Tuscarawas County), Salem Township (Tuscarawas County), Oxford Township (Tuscarawas County), Oxford Township, Lafayette Township, White Eyes Township und Crawford Township.

## Verwaltung
Das Township wird durch ein Board of Trustees, bestehend aus drei gewählten Mitgliedern, verwaltet. Zwei Personen werden jeweils im Jahr nach der Präsidentschaftswahl gewählt und eine jeweils im Jahr davor. Die Amtszeit dauert in der Regel vier Jahre und beginnt jeweils am 1. Januar. Daneben gibt es noch einen Township Clerk (zuständig für Finanzen und Budget), der ebenfalls im Jahr vor der Präsidentschaftswahl auf eine vierjährige Amtszeit gewählt wird. Dessen Amtszeit beginnt jeweils am 1. April.